# 射鵰英雄傳 (歌曲)
《射雕英雄傳》，1976年佳藝電視劇《射鵰英雄傳》的主題曲，由林穆主唱、黃霑包辦作曲填词、吳大江編曲，並收錄於同年發行的合輯《射雕英雄傳、神雕俠侶》中。歌曲搭配的是首部金庸改編電視劇，因此被視為武俠歌曲的濫觴，歌曲內容強調家國大義、英雄情懷，往後被媒體多次改編，性質卻以詼諧搞笑居多。

## 創作背景
黃霑受佳視邀請，接下此劇的配樂工作，面對無線武俠劇《書劍恩仇錄》音樂擔綱顧嘉煇的威脥，決定以高質的國樂團伴奏。由於香港當時沒有職業的國樂團，他唯有找舊識，即時任新加坡人民協會華樂團指揮吳大江合作。配樂製作時間緊迫，黃霑趕赴新加坡，須在飛機上寫好包括主題曲在內的幾首歌的基本旋律和歌詞。抵埗後，黃霑修飾詞曲，吳大江和人民協會華樂團員則分別負責編曲及抄譜，定稿後眾人再往百代公司的錄音室錄音，前後共花了兩天製作，並由新加坡的唱片公司大聯機構出品。歌手是跟吳大江合作過交響詩《新加坡啦》的男高音兼電台主播林興導，因為他是不能兼職受薪的新加坡公務員，故用了化名「林穆」（已於2013年12月14日逝世）；而香港電視台之間競爭激烈的緣故亦使黃霑用了化名「劉杰」。

## 特徵及評價
曲式結構為黃霑拿手的一段體。
文化評論人吳俊雄及樂評人黃志華指出，歌曲有別於當年香港樂壇流行的粵曲小調，配器和節奏都有著強烈的西洋音樂味道，亦反映香港電視歌曲的轉變，亦是「激揚型的古裝武俠劇中式小調」的濫觴，繼後者有〈三國春秋〉、〈書劍恩仇錄〉等。
詞評人朱耀偉形容歌詞「平鋪直敘」，不能與黃霑的武俠詞佳作（如《萬水千山縱橫》）相比。而黃志華則認為歌詞結構緊密，運用了自問自答和首尾呼應的手法，是當年詞壇突出的構思:60。
有論者謂無論詞風和曲風，此曲都影響了後來《83版射雕英雄傳》的主題曲《世間始終你好》。

## 衍生作品
- 及後佳視製作續集《神雕俠侶》，黃霑礙於經費有限，只改變此曲的配器和節奏，加入一小段新旋律，制成新主題曲（關正傑、韋秀嫻、麥韻合唱）[12]。歌手徐小鳳同年的專輯《猛龍特警隊》再把兩首歌合而為一，歌名《神鵰與射鵰》，時長兩分半。
- 同年亦獲歌手許冠傑惡搞改編成《打雀英雄傳》一曲，黎彼得和許冠傑共同填詞，描繪了麻將桌上的眾生相[13]，收錄於專輯《半斤八兩》。
- 1977年，獲歌手許錫雄改編為《廟街英雄》一曲，梁山人填詞。
- 1990年代，被挪用為霹靂布袋戲主角素還真的角色曲[13]，純音樂，後收錄於專輯《霹靂英雄大團圓》。
- 1993年，黃霑負責喜劇電影《射鵰英雄傳之東成西就》的配樂，再將之改編，歌名《誰是大英雄》，由張學友主唱，有國、粵語兩版。
- 2002年，獲美國說唱歌手KRS-One的歌曲《Never Give Up》取樣。
- 2016年手機遊戲《射鵰英雄傅》主題曲，由達哥主唱、狂燥兄弟重填詞、LABEL LI/天仔編曲。